# Brian Fisher
Brian L. Fisher (n. 29 octombrie 1964) este un biolog de teren care lucrează la sistematica artropodelor, cu un accent deosebit pe furnici. A descoperit peste 1000 de specii, inclusiv 900 de specii de furnici în Madagascar. El conduce în principal munca de teren în Madagascar și Africa.

## Cariera
După ce a lucrat cu Institutul Smithsonian în Panama, Fisher a făcut un doctorat în sistematica furnicilor la UC Davis. El este curatorul și președintele departamentului de entomologie al Academiei de Științe din California. Fisher este, de asemenea, actualul director executiv al Bibikely Biodiversity Institute și Madagascar Biodiversity Center.
El este cunoscut pentru denumirea Proceratium google după Google Inc.
Genul de furnici Fisheropone este numit în onoarea sa.